# Tasso (matematica)
Il tasso è un rapporto avente come numeratore il numero di eventi registrati in una popolazione statistica e come denominatore il numero totale di elementi di quella stessa popolazione. È utile per confrontare campioni di popolazione quantitativamente differenti.
Il tutto viene spesso moltiplicato per una costante pari a cento (per ottenere la percentuale) o altre potenze di 10 (per ottenere le parti per mille, per milione...).
Ad esempio se in una popolazione di 300 persone i biondi sono 30, il tasso dei biondi sarà
{\displaystyle {\mbox{tasso di biondi}}={\frac {\mbox{30}}{\mbox{300}}}{\mbox{ = 0,10}}=10\%}
In statistica e in epidemiologia si usano il tasso grezzo o il tasso standardizzato per confrontare popolazioni differenti.

## Tasso grezzo
Il tasso grezzo è il rapporto tra il numero di casi in cui si presenta la caratteristica in studio e la popolazione di riferimento, vale a dire il tasso senza ulteriori correzioni.
Ad esempio il tasso grezzo di mortalità è il rapporto tra numero di morti (totali o per una specifica causa di morte) in una determinata popolazione (generalmente di 1 000 abitanti), per unità di tempo (generalmente un anno). Ad esempio un tasso grezzo di mortalità di 9,5 x 1.000 vuol dire che si contano 950 morti per anno su tutta la popolazione di 100 000 abitanti.
Il tasso grezzo, a differenza del tasso standardizzato, non tiene conto della distribuzione della popolazione per età, per cui non deve essere usato per confronti con popolazioni che hanno una distribuzione di età diverse. Se ad esempio studiamo un evento tipico degli anziani, come può essere l'incidenza di un tumore, in due popolazioni che pure hanno lo stesso rischio di sviluppare il tumore, di cui una con molti anziani e una con pochi anziani, avremmo un tasso grezzo più alto nella popolazione con più anziani.

## Tasso standardizzato
Il tasso standardizzato è un sistema di aggiustamento di un tasso che permette di confrontare tra loro popolazioni che hanno distribuzione tra loro diverse, ad esempio di età. Se ad esempio studiamo un evento tipico degli anziani, come può essere l'incidenza di un tumore, in due popolazioni che pure hanno lo stesso rischio di sviluppare il tumore, di cui una con molti anziani in più dell'altra, avremmo un tasso grezzo più alto nella popolazione con più anziani.
Il metodo di standardizzazione diretto per età è quello più utilizzato e consiste nel sommare i tassi che sono calcolati per ogni specifico gruppo di età su una popolazione di struttura standard, cioè sommatoria dei prodotti dei tassi età specifici della popolazione in studio per la numerosità dei corrispondenti gruppi di età della popolazione standard (P) / sommatoria della popolazione standard (P):
{\displaystyle [(\sum (n_{i}/N_{i}*t)*P_{i})/\sum P_{i}]*100.000}